# پدرنالس (دلتا آماکورا)
پدرنالس (به اسپانیایی: Pedernales) یک شهر در ونزوئلا است که در دلتا آماکورو واقع شده‌است. پدرنالس ۱۵ متر بالاتر از سطح دریا واقع شده‌است.